# Famille Patriarca
Pour les articles homonymes, voir Boston (homonymie).
La famille dite de Boston ou famille Patriarca est une organisation mafieuse créée en 1916, et faisant partie des 25 familles de la mafia américaine. Son influence s'étend sur toute la Nouvelle-Angleterre, plus spécifiquement sur Providence, Rhode Island et Boston dans le Massachusetts. Elle est parfois nommée The Office.
Cette famille compte 60 à 70 membres affranchis et 300 à 350 associés.
Le premier chef a été Gaspare Messina (en) jusqu'en 1924.
Le parrain célèbre de la famille est Raymond « Il Patrone » Patriarca (en) qui succéda à Phil Buccola en 1952.

## Parrains de la famille Patriarca
- 1916-1924 : Gaspare Messina (en)
- 1924-1952 : Phil Buccola
- 1952-1984 : Raymond Patriarca Sr. (en)
- 1984-1991 : Raymond Patriarca Jr. (en)
- 1991 : Nicholas Bianco (en)
- 1991-1996 : Frank Salemme (en)
- 1996-2009 : Luigi Manocchio (en)